# Oktaaf Scheire
Oktaaf Jozef Scheire (Wachtebeke, 23 oktober 1905 - 9 november 1972) was een Belgisch senator en burgemeester.

## Levensloop
Scheire was beroepshalve melkerijbestuurder.
Hij werd in 1938 verkozen tot gemeenteraadslid van Wachtebeke. Van 1939 tot 1947 was hij schepen en in 1947 werd hij burgemeester en bekleedde dit ambt tot aan zijn dood.
In 1958 werd hij verkozen tot CVP-senator voor het arrondissement Gent en vervulde dit mandaat tot in 1971.
Naast de directie van de melkerij in Wachtebeke, was Scheire bestuurder bij verschillende zuivelfabrieken, verzekeringsagent voor ABB, kassier voor CKL en erevoorzitter van de boerengilde. Op 17 januari 1964 werd hij geconfronteerd met melkstakingen die georganiseerd werden door, of minstens gesteund door het Algemeen Boerensyndicaat en die te lage prijzen voor de melk aanklaagden. Het syndicaat deelde een pamflet uit met de mededeling dat de staking niet gericht was tegen de Wachtebeekse melkerij, maar als waarschuwing gold voor de hele zuivelsector. Het belet niet dat de staking ook gericht was tegen Oktaaf Scheire, aan wie men dictatoriaal optreden verweet.
Hij stuurde een brief naar alle boeren met de mededeling dat de melkronde als gewoonlijk zou doorgaan. Hij deed een beroep op een indrukwekkende ordedienst. De rijkswachters beletten de boeren om met hun tractoren de melkerij te versperren, escorteerden de karren van de melkvoerders en hielden een menigte van ongeveer 250 landbouwers in bedwang, die betoogden bij de melkerij.
Hij werd het slachtoffer van de val op hem van een kroonluchter die boven zijn bureau op het gemeentehuis hing. Een paar dagen na het ongeval overleed hij.
Hij is de grootoom van tv-presentator Lieven Scheire.